# Hydriomena purpurissa
Hydriomena purpurissa är en fjärilsart som beskrevs av W. Warren 1907. Hydriomena purpurissa ingår i släktet Hydriomena och familjen mätare. Inga underarter finns listade i Catalogue of Life.